# Хармоника дугметара
Хармоника дугметара представља једну од две врсте хармоника хроматског типа. Уместо дирки, на десној страни ове хармонике налазе се дугмићи. Њихов број варира зависно од величине хармонике, а може их бити и преко 100 код највећих хармоника дугметара.
Дугмад на овом типу хармонике распоређена су у више редова. Могући број редова је од 3 основна, до максималних 6 - такве хармонике се најчешће користе у фолклорној музици, нарочито у Србији. У зависности од распореда дугмића, постоји и више система (грифова) који су у општој употреби.
Велики број дугмади и тонова, омогућава овом типу хармонике распон од преко 5 октава, уз опцију додатног проширења опсега употребом регистара (као и код осталих хармоника). У поређењу са другим инструментима сличног типа а у погледу техничких могућности, хармоника дугметара нимало не заостаје иза клавира, а многи је пореде чак и са оргуљама.
Последњих година, велики број композиција за хармонику писан је тако да је могуће извести их само на хармоници дугметари. Управо из тог очигледног разлога и могућности које она пружа, највећи светски извођачи на хармоници користе управо хармонику дугметару, а све већи број хармоникаша одлучује се да школовање започне на овом типу хармонике.
- Хроматски распоред дугмића (Ц-гриф)
- Хроматски распоред дугмића (Б-гриф)
- Варијанта Б-грифа са шест редова која се користи на подручју бивше Југославије.